# Rio Mkomazi
Rio Mkomazi é um rio da África do Sul.